# Chaetonotus balsamoae
Chaetonotus balsamoae är en djurart som tillhör fylumet bukhårsdjur, och som beskrevs av Kisielewski 1997. Chaetonotus balsamoae ingår i släktet Chaetonotus och familjen Chaetonotidae. Inga underarter finns listade i Catalogue of Life.